# パーフェクト・カップル
『パーフェクト・カップル』（原題：Primary Colors）は、1998年のアメリカ合衆国のコメディドラマ映画。監督はマイク・ニコルズ、出演はジョン・トラボルタ、エマ・トンプソン、エイドリアン・レスターなど。
第42代アメリカ合衆国大統領ビル・クリントンの最初の大統領選の選挙キャンペーンを題材にした、ジョー・クラインの小説『プライマリー☆カラーズ 小説大統領選』（早川書房刊）を原作とし、南部の州知事が大統領選に挑むために妻と「完璧な夫婦」に成り切り、次々に襲ってくるスキャンダルを乗り越えようと奮闘するさまをコミカルに描いた政界ドラマ。
第71回アカデミー賞では助演女優賞（キャシー・ベイツ）と脚色賞（エレイン・メイ）の2部門でノミネート、第56回ゴールデングローブ賞ではミュージカル・コメディ部門の主演男優賞（ジョン・トラボルタ）と助演女優賞（キャシー・ベイツ）の2部門でノミネートされるなど、高い評価を受けている。

## ストーリー
アメリカ合衆国大統領選挙に出馬した南部某州の州知事ジャック・スタントンに次々とスキャンダルが持ち上がり彼はピンチに立たされるが、選挙参謀たちがそれを潰すべく奔走する。

## キャスト
※括弧内は日本語吹替
- ジャック・スタントン - ジョン・トラボルタ（屋良有作）
- スーザン・スタントン - エマ・トンプソン（野沢由香里）
- ヘンリー・バートン - エイドリアン・レスター（吉田孝）
- リチャード・ジェモンズ - ビリー・ボブ・ソーントン（秋元羊介）
- リビー・ホールデン - キャシー・ベイツ（秋元千賀子）
- デイジー・グリーン - モーラ・ティアニー（岡本章子）
- ハワード・ファーガソン - ポール・ギルフォイル（小山武宏）
- ルシール・カウフマン - キャロライン・アーロン（英語版）（さとうあい）
- フレッド・ピッカー - ラリー・ハグマン（長嶝高士）
- マーチ・カニンガム - レベッカ・ウォーカー（英語版）（児玉孝子）
- ジャックの母 - ダイアン・ラッド（紗ゆり）
- ウィリー - トミー・ホリス（英語版）（荒川太朗）
- ランディ・カリガン - ブライアン・マーキンソン（牛山茂）
- ローレンス・ハリス - ケヴィン・クーニー（幹本雄之）
- イジー・ローゼンブラット - ロブ・ライナー（掛川裕彦）
- ドウェイン・スミス - ミケルティ・ウィリアムソン（掛川裕彦）
- ウォルシュ夫人 - アリソン・ジャネイ
- エディ・レイス - トニー・シャルーブ
- カシミア・マクロード - ジーヤ・カリディス

※各登場人物のモデルとなった実在の人物については原作小説の記事の該当箇所を参照。

## 作品の評価

### 映画批評家によるレビュー
Rotten Tomatoesによれば、79件の評論のうち高評価は80%にあたる63件で、平均点は10点満点中7.2点、非評価の一致した見解は「演技も良く、驚くほど面白い。」となっている。
Metacriticによれば、30件の評論のうち、高評価は24件、賛否混在は4件、低評価は2件で、平均点は100点満点中70点となっている。

### 受賞歴
- 第5回全米映画俳優組合賞助演女優賞（キャシー・ベイツ）
- 第4回クリティクス・チョイス・アワード助演女優賞（キャシー・ベイツ）
- 第4回クリティクス・チョイス・アワード助演男優賞（ビリー・ボブ・ソーントン、『シンプル・プラン』の演技と共に）
- 1998年度英国アカデミー賞 脚色賞（エレイン・メイ）